# Temelucha timberlakei
Temelucha timberlakei là một loài tò vò trong họ Ichneumonidae.